# (23072) 1999 XS71
1999 أكس أس 71 (ويعرف أيضًا باسم (23072) 1999 أكس أس 71 وفق تسمية الكوكب الصغير) (بالإنجليزية: 1999 XS71)‏ هو كويكب ضمن حزام الكويكبات؛ وترتيبه 23072 من حيث الاكتشاف.
اكتُشف هذا الجُرم الفلكي بواسطة بحث لنكولن عن الكويكبات القريبة من الأرض في 7 ديسمبر 1999.

## وصلات خارجية
- (23072) 1999 XS71 في قاعدة بيانات مختبر الدفع النفاث لأجرام النظام الشمسي الصغيرة

- الاكتشاف · مخطط المدار ·  العناصر المدارية · المعلمات المادية

- (23072) 1999 XS71 على موقع ويكي سكاي: DSS2, SDSS, GALEX, IRAS, Hydrogen α, X-Ray, Astrophoto, Sky Map, Articles and images